# كوري مورغان
كوري مورغان هو سياسي كندي، ولد في 1971.